# Позен (кораб)
 Тази статия е за германския кораб.  За града в Полша вижте Познан.  За германската провинция вижте Позен (провинция).
Позен (на немски: SMS Posen) е линеен кораб-дредноут на Германския императорски военноморски флот от типа „Насау“. Построен е през периода 1907 – 1910 г – в заводите Германияверфт в Кил. Оборудван е с основна батарея от 12 бр. 28-сантиметрови оръдия в 6 двойни кули с необичайно разположение в шестоъгълник. Участва във военните действия по време на Първата световна война, най-вече в Северно море, включително в Ютландското сражение през 1916 година. В края на войната „Позен“ остава в Германия, но след като германските екипажи потапят 52 репатрирани от британците кораба в Скапа Флоу, той е предаден на Великобритания, а през 1922 година е разглобен за скрап в Нидерландия.

## Проект и особености на конструкцията
Линейните кораби от типа „Насау“ са първите германски линкори-дредноути, създадени в качеството на отговор на появата в състава на британския флот на родоначалника на този клас (HMS Dreadnought) и последвалите след него събратя.
Независимо от използването в качеството на главна енергетична установка на остарелите парни машини, а също и на неудачното ромбично разположение на артилерията на главния калибър, корабите се отличават с великолепна за времето си подводна защита и брониране с използването на редица от най-новите технологии за онова време. Като например, за първи път в световната практика, са използвани метални гилзи за зарядите на главния калибър.

## Строителство
Заедно с линейния кораб „SMS Rheinland“ („Ersatz Sachsen“), бъдещия „Позен“ („Ersatz Baden“) съставлява втората двойка германски дредноути, поръчани по бюджета за 1907 г.
Поръчката за построяването му е издадена на 13 ноември 1906 г. на корабостроителницата на Germaniawerft в град Кил, залагането се състои на 11 юни 1907 г. На 12 декември 1908 г. корабът е спуснат на вода, а на 31 май 1910 г. е приет в състава на флота.